# 粉彩描金雙獅紋盤
粉彩描金雙獅紋盤約製作於西元1740年，也就是清朝的乾隆年間，作者不詳。

## 何為粉彩
粉彩，初創於康熙晚期，盛燒於雍正、乾隆，是從「琺瑯彩」基礎上為了降低琺瑯彩成本而演變創燒成功的一種釉上彩。它的獨特之處，是在彩繪時加一種白色的彩料「玻璃白」在琺瑯料裡。「玻璃白」是一種不透明的白色乳濁劑，屬氧化鉛、矽、砷的化合物，用經過「玻璃白」粉化的各種彩料，利用其乳濁作用，在燒成的白釉瓷器的釉面上繪畫，經第二次爐火低溫烤，便是粉彩的上色方法。這種做法可以使彩繪出現濃淡凹凸的變化，讓畫面柔和粉潤，畫出的圖案可發揮渲染技法的特性，因此被稱為「粉彩」或「軟彩」。

## 歷史背景
此盤為帶家徽或商標的「徽章瓷」，是17、18世紀時清朝為了外銷，在競爭激烈的國際市場上，透過不斷更新，因應訂製者需求，設計出符合買方的紋樣與器形。這個時期出現的外銷瓷器也有：符合民生需求的特殊器形剃鬚盤，還有模仿歐洲實物的製作，以及充滿歐洲文化風情的紋飾。

## 器物紋飾
盤子中間描繪的是荷蘭埃爾澤勒（Herzeele）家族的家徽，底部由藍、紅、粉紅、黑與金色構成了一張可能是路易十四風格的桌子，桌子上頭一左一右為一隻獅鷲（希臘神話中的生物）與一隻獅子，兩隻獸戴著埃爾澤勒家族的武器。武器最上方為一頂王冠，右側由：1. 四個愛心與一個圓環 2. 兩條交錯的樹枝 3. 三隻黑色小鳥 所組成。左半邊則是紅白相間的花紋。盤子內圈的花紋為矛頭，外圍則由金屬絲、花草及孔雀的圖案所組成。